# 1651
| 1651               |
| ------------------ |
| Dødsfald - Fødsler |
|                    |

| Gregoriansk kalender | 1651 MDCLI              |
| Ab urbe condita      | 2404                    |
| Armensk kalender     | 1100 ԹՎ ՌՃ              |
| Kinesiske kalender   | 4347 – 4348 庚寅 – 辛卯 |
| Etiopisk kalender    | 1643 – 1644             |
| Jødisk kalender      | 5411 – 5412             |
| Hindukalendere       |                         |
| - Vikram Samvat      | 1706 – 1707             |
| - Shaka Samvat       | 1573 – 1574             |
| - Kali Yuga          | 4752 – 4753             |
| Iransk kalender      | 1029 – 1030             |
| Islamisk kalender    | 1061 – 1062             |

Konge i Danmark: Frederik 3. – 1648-1670
Se også 1651 (tal)

## Begivenheder
- 1. januar - Charles II af England krones til konge af Skotland
- 18. juni – Hannibal Sehested bliver taget i at begå underslæb, og må trække sig ud af rigsrådet
- Corfitz Ulfeldt anklages af kongen for bedrageri.